# Martti Viitanen
Martti Juho Viitanen, född 5 januari 1913 i Oulujoki, död 22 januari 1980, var en finländsk jurist och politiker (socialdemokrat). 
Viitanen, som var son till järnsvarvaren Juho Fredrik Viitanen och kassörskan Jenny Katariina Halme (tidigare Harjapää), blev student 1932, avlade högre rättsexamen 1949 samt blev hovrättsauskultant och juris kandidat samma år. Han var tillförordnad andre assistent vid stämpel- och acciskontor 1946–1949, köpingssekreterare i Imatra 1949–1953, stadsdirektör i Villmanstrand 1954–1958 och i Kotka 1959–1967. Han var inrikesminister i Rafael Paasios regeringar 1966–1967 och 1972 samt landshövding i Vasa län 1967–1977. 
Viitanen var lokal acciskontrollant i Helsingfors 1947–1949. Han innehade uppdrag bland annat som ordförande i kommunalförbundet för Södra Saimens yrkesläroanstalt 1956–1959, viceordförande i förbundsfullmäktige för Södra Saimens centralsjukhus 1956–1959 och i Södra Karelens landskapsförbund 1955–1959.